# Six Jours de Buenos Aires
Les Six Jours de Buenos Aires (communément appelés en Argentine los Seis días del Luna Park) sont une course de six jours, organisée à Buenos Aires en République d'Argentine. C'est la seule épreuve de ce genre sur le sous-continent latino-américain. 
Créés en 1936, les Six Jours de Buenos Aires ont été organisés de façon régulière ou à peu près jusqu'en 1964. leur arrêt correspond à la fin de carrière cycliste du champion cycliste argentin Jorge Bátiz, vainqueur cinq fois de cette course. Ils reprennent "vie" en 1983, de façon sporadique. Les deux victoires, en 1999 et en 2000, des coureurs locaux Gabriel et Juan Curuchet sont les derniers feux de l'épreuve.

## Palmarès
| Année    | Vainqueur                           | Deuxième                            | Troisième                                 |
| -------- | ----------------------------------- | ----------------------------------- | ----------------------------------------- |
| 1936     | Antonio Prior Rafael Ramos          | Bobby Echeverria Jack Sheehan       | Willy Korsmeier Karl Kretschmer           |
| 1937 (1) | Gottfried Hürtgen Karl Göbel        | Vicente Demetrio Antonio Prior      | Willy Korsmeier Luciano Montero           |
| 1937 (2) | Gottfried Hürtgen Karl Göbel        | Gino Banbagiotti Ferdinand Grillo   | Jean Van Buggenhout Michel Van Vlockhoven |
| 1938     | Non-disputés                        |                                     |                                           |
| 1939     | Remigio Saavedra Camiel Dekuysscher | Ferdinand Grillo Raffaele Di Paco   | Karl Göbel Gottfried Hürtgen              |
| 1940     | Gottfried Hürtgen Raffaele Di Paco  | Erland Christensen Mario Mathieu    | Roger Deneef Constant Huys                |
| 1941     | Non-disputés                        |                                     |                                           |
| 1942     | Fernand Wambst Antonio Bertola      | Mario Mathieu Remigio Saavedra      | Constant Huys Frans Slaats                |
| 1943     | Remigio Saavedra Mario Mathieu      | Antonio Bertola Raffaele Di Paco    | Constant Huys Frans Slaats                |
| 1944     | Frans Slaats Raffaele Di Paco       | Mario Mathieu Remigio Saavedra      | Antonio Bertola Constant Huys             |
| 1945     | Remigio Saavedra Mario Mathieu      | Antonio Bertola Raffaele Di Paco    | Constant Huys Bruno Loatti                |
| 1946     | Émile Ignat Gilbert Doré            | Ángel Castellani Mario Mathieu      | Raoul Breuskin Emile Bruneau              |
| 1947     | Alvaro Giorgetti Antonio Bertola    | Gilbert Doré Émile Ignat            | Emile Bruneau Remigio Saavedra            |
| 1948     | Ángel Castellani Antonio Bertola    | Alvaro Giorgetti Robert Vercellone  | Alejandro Fombellida Raoul Martin         |
| 1949     | Alvaro Giorgetti Robert Vercellone  |                                     | Antonio Bertola Ángel Castellani          |
| 1949     | Raoul Martin Alejandro Fombellida   |                                     | Antonio Bertola Ángel Castellani          |
| 1950-55  | Non-disputés                        |                                     |                                           |
| 1956     | Héctor Acosta Bruno Sivilotti       | Antonio Alexandre Rodolfo Caccavo   | Elvio Giacche Óscar Giacche               |
| 1957     | Non-disputés                        |                                     |                                           |
| 1958     | Fausto Coppi Jorge Batiz            | Alfred Esmatges Gabriel Saura       | Antonio Alexandre Ramon Vázquez           |
| 1959     | Jorge Batiz Mino De Rossi           | Jacques Bellenger Bernard Bouvard   | Antonio Alexandre Dulio Biganzoli         |
| 1960     | Enzo Sacchi Ferdinando Terruzzi     | Jorge Batiz Ramon Vázquez           | Bernard Bouvard Jean Raynal               |
| 1961     | Miquel Poblet Jorge Batiz           | Leandro Faggin Guido Messina        | Manfred Donike Edy Gieseler               |
| 1963     | Ricardo Senn Jorge Batiz            | Guillem Timoner Francesc Tortellà   | Willi Altig Leo Sterckx                   |
| 1964     | Ricardo Senn Jorge Batiz            | Gustav Kilian Robert Lelangue       | Carlos Roqueiro Mino De Rossi             |
| 1965-82  | Non-disputés                        |                                     |                                           |
| 1983     | Willy Debosscher Stefan Schröpfer   | Avelino Perea Modesto Urrutibeazcoa | Marcelo Alexandre Eduardo Trillini        |
| 1984     | Roman Hermann Eduardo Trillini      | Avelino Perea Modesto Urrutibeazcoa | Willy Debosscher Rene Kos                 |
| 1985-86  | Non-disputés                        |                                     |                                           |
| 1987     | Marcelo Alexandre Eduardo Trillini  |                                     |                                           |
| 1988-92  | Non-disputés                        |                                     |                                           |
| 1993     | Marcelo Alexandre Danny Clark       | Gabriel Curuchet Juan Curuchet      | Hugo Patissoli Erminio Suárez             |
| 1994-98  | Non-disputés                        |                                     |                                           |
| 1999     | Juan Curuchet Gabriel Curuchet      | Adriano Baffi Andrea Collinelli     | Jimmi Madsen Bruno Risi                   |
| 2000     | Juan Curuchet Gabriel Curuchet      | Joan Llaneras Walter Pérez          | Gustavo Artacho Bruno Risi                |